# Zygogynum vieillardii
Zygogynum vieillardii är en tvåhjärtbladig växtart som beskrevs av Henri Ernest Baillon. Zygogynum vieillardii ingår i släktet Zygogynum och familjen Winteraceae. Inga underarter finns listade.